# Großsteingrab Kappelhøjgård
Das Großsteingrab Kappelhøjgård war eine megalithische Grabanlage der jungsteinzeitlichen Nordgruppe der Trichterbecherkultur im Kirchspiel Alsønderup in der dänischen Kommune Halsnæs. Es wurde 1872 zerstört.

## Lage
Das Grab lag am heutigen Südrand von Frederiksværk, unmittelbar nördlich des Hauses Bjørnedalsvej 8. Benannt ist es nach dem östlich gelegenen Hof Kappelhøjgård.

## Forschungsgeschichte
1872 wurde das Grab abgetragen. Im Jahr 1887 führten Mitarbeiter des Dänischen Nationalmuseums eine Dokumentation der Fundstelle durch. Zu dieser Zeit waren keine baulichen Überreste mehr auszumachen.

## Beschreibung

### Architektur
Die Anlage besaß vermutlich eine Hügelschüttung, über die aber nichts bekannt ist; sie fehlte 1872 bereits vollständig. Die Grabkammer ist als Ganggrab anzusprechen. Sie war nord-südlich orientiert und hatte eine Länge von etwa 3,8 m. Die Anzahl der Wandsteine ist unbekannt. Sämtliche Decksteine fehlten 1872 bereits. An der Ostseite befand sich der Zugang zur Kammer. Ihm war ein ost-westlich orientierter, 3,5–4 m langer Gang vorgelagert.

### Funde
In der Grabkammer und im Gang wurden sieben menschliche Skelette entdeckt. Im Gang wurden sie in sitzender Haltung vorgefunden.